# NGC 6900
NGC 6900 est une galaxie spirale barrée située dans la constellation de l'Aigle. Sa vitesse par rapport au fond diffus cosmologique est de 5 492 ± 21 km/s, ce qui correspond à une distance de Hubble de 81,0 ± 5,7 Mpc (∼264 millions d'al). NGC 6900 a été découverte par l'astronome allemand Albert Marth en 1863.
NGC 6900 présente une large raie HI  et elle renferme également des régions d'hydrogène ionisé.